# Кросненський склозавод "Krosno"

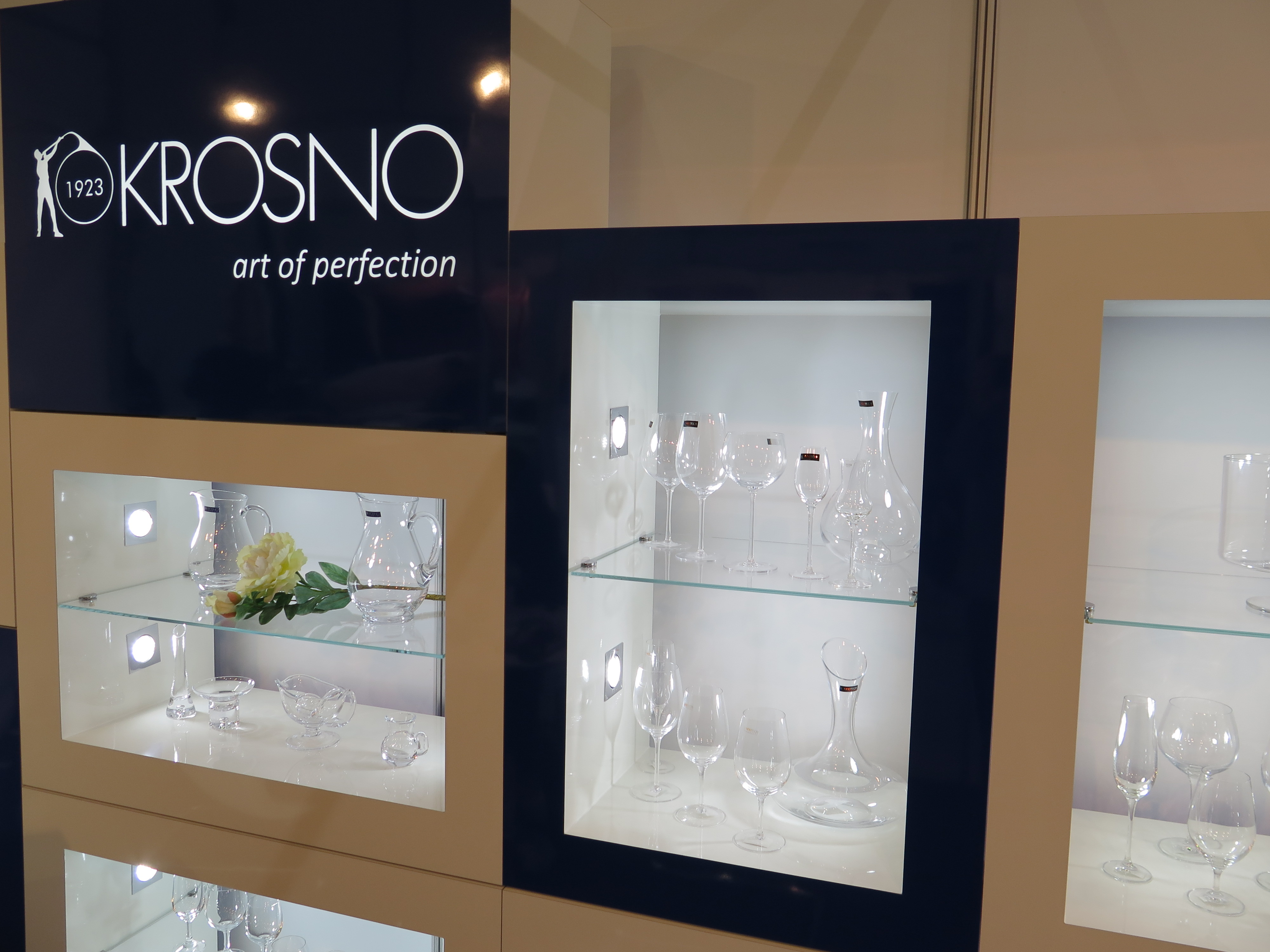
Асортимент скла на виставці HORECA 2014 у Кракові

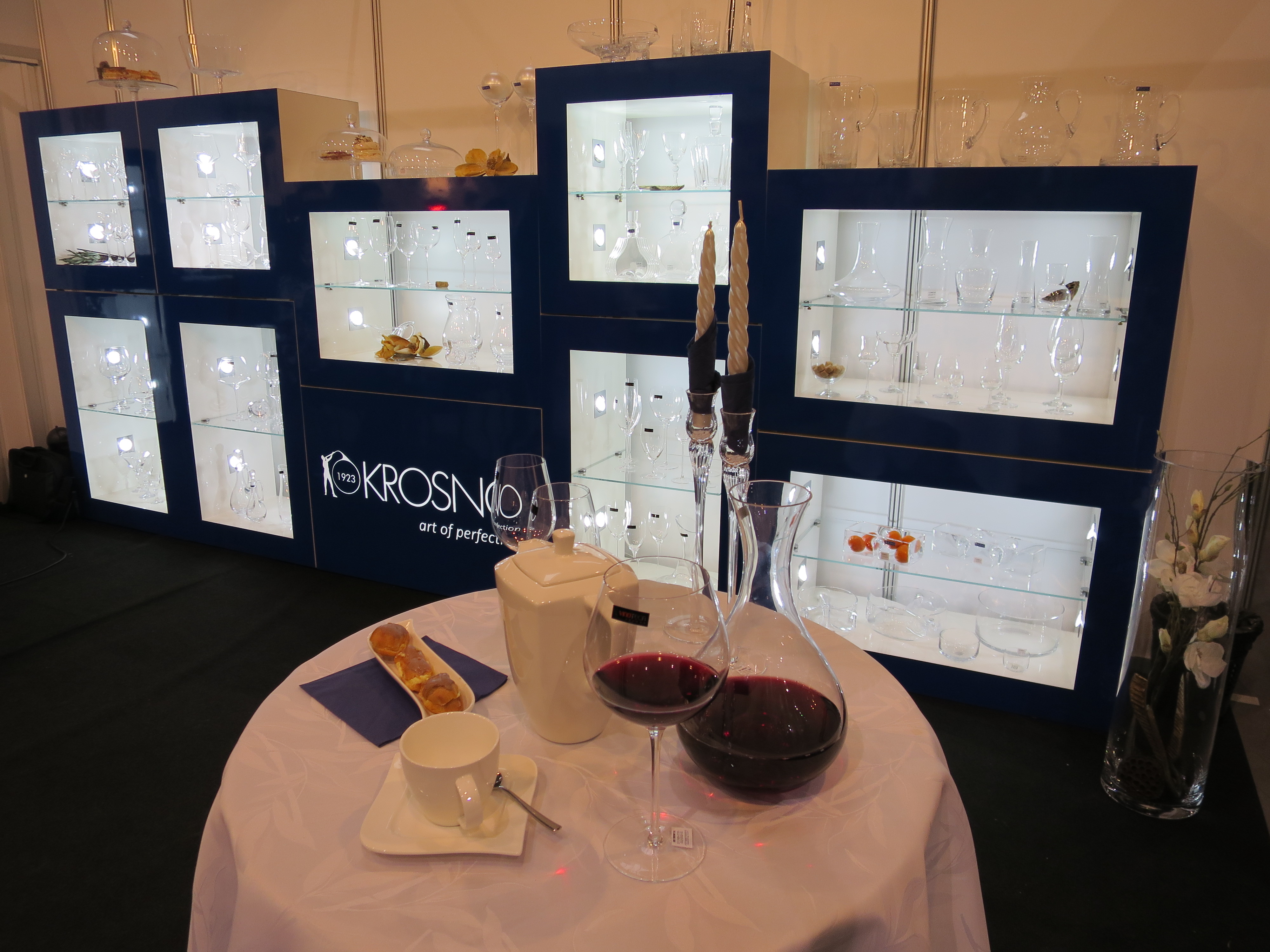
Виставка-ярмарк під час HORECA 2015 у Кракові

Кросненський склозавод "Krosno" – польський скляний завод, виробник побутового скла, один із лідерів світового ринку в галузі; у 1991–2009 роках котирувалась на Варшавській фондовій біржі, у 2016 році поглинається південноафриканським інвестиційним фондом Coast2Coast.
KHS Krosno SA була заснована в 1923 році в Кросно, в південно-східній частині Польщі, і виробляє содове побутове скло. У компанії працює близько 2,2 тис. осіб. працівників. Візитною карткою Krosno SA є скло, сформоване традиційним ручним методом. Значною позицією в комерційній пропозиції компанії також є столове скло механічного формування.
Понад 90% ручної продукції та близько 60% механічної продукції експортується до 60 країн світу. Продукція, яку виробляє Krosno SA, входить, зокрема, до США (найбільший експортний ринок), Великої Британії (2 місце за експортними продажами), Японії, Австралії, Швеції, Німеччини та ін. Скло від Krosna SA поєднує в собі оригінальний дизайн, майстерність і останні технологічні досягнення. Висока якість продукції та бездоганна безбарвність скломаси досягається завдяки розробленому роками методу виробництва та рецептурі використовуваних інгредієнтів. Скло Krosno часто називають «безсвинцевим кришталем», що чудово характеризує ідеальну прозорість продукції компанії. Замовникам, крім безбарвного скла, пропонується палітра скла в кілька десятків кольорів .

## Історія
Історія підприємства починається з 1923 року, коли почалося будівництво першого металургійного заводу. Виробництво було розпочато в 1924 році, а власником склозаводу було акціонерне товариство «Polskie Huty Szkła» з Кракова. Після відновлення серйозно зруйнованого заводу в післявоєнні роки підприємство динамічно розвивалося. До першого заводу приєднався Завод технічного скла «Поланка», а потім завод Кросно II. У січні 1958 року постановою уряду було створено державне підприємство під назвою Krośnieńskie Huty Szkła. У 1960-х роках склозавод «Jasło» було включено до складу склозаводу, а завод був розширений для створення заводу Krosno III. Наймолодшим членом цього заводу є Zakład Włókna Szklanego, введений в експлуатацію в 1971 році, нині дочірня компанія KROSGLASS SA. 1980-ті роки були останнім десятиліттям роботи Кроснонського скляного заводу як частини центрально керованої економіки та під приматом держави. У компанії працювало понад 7000 чоловік, а виробнича діяльність була зосереджена на шести заводах, а з середини 1980-х років — на семи. У скляній промисловості на той час KHS був найбільшим польським виробником, який характеризувався різноманітністю продукції. KHS відрізнявся від інших підприємств галузі тим, що значна частина його продукції експортувалася, переважно до США та Західної Європи. На зовнішніх ринках КХС реалізовував значну частину продукції під власним ім'ям, що було рідкістю серед вітчизняних виробників. Експорт охоплював 30 країн на п'яти континентах, включаючи Австралію та Японію. На жаль, інфляція, спричинена втечею від злотого, та криза 80-х залишили свій відбиток на стані підприємства та зруйнували виробництво. Проте підвищення ефективності відбулося швидше, ніж на інших польських підприємствах, що було підтверджено іншими сертифікатами безпеки в 1988 році з рекордним обсягом виробництва. Були продовжені інвестиції в розвиток пропозиції плавильного заводу, наприклад введено в експлуатацію Базу відпочинку в Ноздрзу, Центральну компресорну фабрику та Об’єкт технічного забезпечення. Тоді завод зайняв перше місце на конкурсі «Made in Poland».
Компанія перебувала на фондовій біржі до 30 жовтня 2009 року.
28 липня 2016 року господарський суд у Кросно затвердив відбір пропозиції про продаж Krośnieńskie Huty Szkła "Krosno", зроблений арбітражним керуючим. Krosno Glass, південноафриканський інвестиційний фонд Coast2Coast, купив Krosno за понад 121 мільйон злотих.

## Нагороди
- Економічна премія Президента Республіки Польща (2000)[4].

## Виноски
1. 1 2  Strona internetowa: https://web.archive.org/web/20081202131451/http://www.krosno.com.pl/pl/o_firmie/informacje_o_firmie/
2. ↑  T. Wojnar, A. Kyc, Tradycja i współczesność. Monografia Krośnieńskich Hut Szkła Krosno S.A., 1998 r.
3. ↑  Rozstrzygnięto przetarg na sprzedaż KHS "Krosno" - Biznes w INTERIA.PL (пол.)
4. ↑  Elżbieta Mazur (16 kwietnia 2000). Krosno. Prezydent nagrodził krośnieńskie szkoło. Głos Ziemi Sanockiej. Nr 3: 3. {{cite journal}}: |volume= має зайвий текст (довідка)